# Brunssum
Brunssum (nizozemsko: [ˈbrʏnsʏm] (); Limburgish) je občina in mesto v provinci Limburg na Nizozemskem. Občina Brunssum je imela leta 2021  27,670 prebivalcev.
Brunssum je bil do leta 1973 središče premogovništva.

## Populacijski centri
- Brunssum
- Bouwberg
- De Kling
- Haansberg
- Kruisberg
- Langeberg
- Onder-Merkelbeek
- Rumpen
- Treebeek

## Zgodovina
Obstajajo znaki, da je bilo območje okoli Brunssuma že v prazgodovini. To velja tudi za sosednji občini Heerlen in Landgraaf. O prebivalcih je malo znanega. Najdbe tal in srednjeveški zapisi kažejo na neprekinjeno poselitev tega območja v zadnjih 2000 letih.
V srednjem veku so v Schuttersparku za zaščito postavili utrdbo.
Župnija Brunssum je znana od leta 1150 in je skupaj s Schinveldom in Jabeekom tvorila magistrat v deželi Valkenburg. Leta 1557 je španska vlada zastavila magistrat v Brunssumu, ki so ga sestavljali Brunssum, Schinveld in Jabeek, družini Hoen van Amstenrade, leta 1609 pa ga je prodala Arnoldu III. Huynu van Geleenu. Leta 1664 je bila dežela Geleen in Amstenrade pripojena fevdu Brunssum. Ob koncu Ancien Régime leta 1794 je Brunssum postal neodvisna občina.
Leta 1150 je v središču mesta že stala cerkev sv. Gregorja, leta 1579 pa so jo povzdignili v župnijsko cerkev. Cerkev svetega Gregorja je bila 4-krat prezidana. Sedanja cerkev je bila zgrajena leta 1961, delno pa so jo financirali nizozemski državni rudniki, saj je bila tretja cerkev močno poškodovana zaradi posedanja tal zaradi dejavnosti rudarjenja premoga.
Grb mesta Brunssum je sestavljen iz grba družine Huyn in župnijskega svetnika.

## Gospodarstvo in infrastruktura
Do prve svetovne vojne je bilo gospodarstvo Brunssuma povsem kmetijsko, trgovina in obrt pa sta se izvajala le v manjšem obsegu. To se je drastično  spremenilo z začetkom rudarjenja leta 1917. Enako temeljito se je gospodarska struktura spremenila s prestrukturiranjem  po koncu rudarske industrije črnega premoga leta 1973, in se premaknila k sodobnim storitvenim dejavnostim.

### Rudarstvo
Na Brunssum je zlasti vplivalo rudarstvo , zlasti črnega premoga. V veliki meri ohranjena rudarska naselja dajejo Brunssumu značilen videz. Poleg črnega premoga ima ali je imelo pomembno vlogo tudi pridobivanje rjavega premoga ter pridobivanje kamenja in zemlje, predvsem kremenčevega peska . V nekaterih primerih so se nekdanje vrtine odprtih rudnikov uporabljale kot odlagališča smeti, ki jih zapolnijo in na koncu pokrijejo in zapečatijo. Nastali digestorski plin (deponijski plin z več kot 50-odstotno vsebnostjo metana) se zbira in uporablja za energijo v napravah za soproizvodnjo toplote in električne energije (SPTE).

#### Črni premog
V prvi polovici 20. stoletja je regija okrog Kerkrade, Heerlena, Hoensbroeka, Brunssuma, Eygelshovena in Schaesberga postala središče nizozemske proizvodnje premoga. Regija se je imenovala tudi »Oostelijke Mijnstreek« - vzhodno rudarsko območje (obstajal je tudi »Westelijke Mijnstreek« - zahodno rudarsko območje, ki so ga sestavljale občine Beek, Schinnen, Stein in takrat samostojna občina Geleen).
Potem ko je nizozemska država prišla v posest številnih rudarskih koncesij, tudi za polje Hendrik, in je zaradi povečanih potreb po energiji (tudi zaradi prve svetovne vojne) prišlo do pomanjkanja v nizozemski energetski oskrbi (tudi zaradi prve svetovne vojne), se je domače rudarstvo okrepilo. Da bi razvili polje Hendrik na severu Brunssumer Heide-ja, so leta 1913 začeli izkopavati prva dva jaška Staatsmijn Hendrik. Leta 1917 je rudnik pridobil prvi premog.
Trije jaški (številke I, II in IV) so bili zgrajeni na obsežnem rudarskem območju na severu Brunssum Heide ali na jugu Brunssuma v okrožju Rumpena. Jašek III, ki je služil predvsem kot vremenski jašek, se je nahajal nekaj kilometrov jugovzhodno v bližini mesta Nieuwenhagen, danes okrožje občine Landgraaf. Leta 1959 je jašek IV dosegel 1058 metrov, največjo globino med vsemi nizozemskimi rudniki. Že pred drugo svetovno vojno so podpornike postavljali na globini 700 metrov in 855 metrov. Na Staatsmijn Hendrik so rudarji v glavnem pridobivali s plinom bogat maščobni premog, iz katerega so proizvajali koks. Uhajanje rudniških plinov, začasne tehnične pomanjkljivosti in človeška malomarnost so pomenili, da je imel Hendrik največ nesreč od vseh nizozemskih rudnikov. Najhujša med njimi se je zgodila marca 1947 in zahtevala 13 življenj. 
Leta 1963 sta se Staatsmijn Emma in Staatsmijn Hendrik združili , tako da se je združeni rudnik imenoval Emma-Hendrik. Deset let kasneje se je premogovništvo v Brunssumu končalo. Po zaprtju premogovnika (glej tudi Zechendenken ) so postopoma porušili objekte in uporabili lokacijo za izgradnjo NATO baze, ki naj bi postala najpomembnejši novi delodajalec.

#### Rjavi premog
Na območju mesta Brunssum je bilo več površinskih rudnikov, od katerih so nekateri kopali lignit, drugi pa pesek, gramoz in glino. Težišče pridobivanja rjavega premoga je bilo med obema svetovnima vojnama in v petdesetih letih dvajsetega stoletja. Vijverpark v središču mesta je ostanek nekdanjega odprtega rudnika. Tu je bil miniran jašek, ki leži neposredno pod zemeljsko površino. Po razgradnji se je odkop delno napolnil z vodo. Nastalo jezero je zdaj središče parka, imenovanega po vodnem telesu Vijverpark (nemško: ribniški park). Rjavi premog so kopali tudi na vzhodu mesta pri Schuttersveldu in na mestu nekdanjega rudnika so tu uredili park z vodo. Pomemben ugoden dejavnik za razvoj rudarjenja rjavega premoga na območju Brunssuma je bilo močno povečanje nacionalnega povpraševanja po domačih virih primarne energije zaradi izgube uvoza iz Anglije in Nemčije. Podjetje Bergerode, Maatschappij tot Exploitatie van Mineralen je bilo ustanovljeno v Brunssumu že leta 1911. Maatschappij tot Exploitatie van Bruinkoolvelden Carisborg zu Heerlen je bil dejaven tudi v bližini Brunssuma in je bil najpomembnejše podjetje v rudarski industriji lignita na Nizozemskem. Nastalo je 22. septembra 1917. 

### Transport in logistika
Brunssum je povezan z glavnim cestnim omrežjem z državnimi cestami N 276 proti Sittard-Geleenu, N 247 proti Roermondu in N 299 preko Landgraafa in Kerkradeja do Herzogenratha. Z Akerstraat (od okrožja Rumpen do Heerlena), Emmaweg in Akerstraat-Noord (od okrožja Treebeek prek Hoensbroeka in Heerlerheidea do Heerlena) ter N 298 (čez Hoensbroek in Nuth do Valkenburga) in Grenzweg (smer Gangelt (D) ), Rimburgerweg (do Ubacha čez Worms in Übach-Palenberg  (D)).

## Poveljstvo Natovih združenih sil
V Brunssumu je trenutno sedež Poveljstva združenih zavezniških sil Brunssum (Allied Joint Force Command Brunssum- JFC Brunssum), poveljstva NATO na operativni ravni eno raven pod vojaško-strateško ravnjo SHAPE v strukturi integriranega vojaškega poveljstva. Obstajajo tri operativne ravni Natovih poveljstev; drugi dve sta Poveljstvo združenih zavezniških sil v Neaplju in Poveljstvo združenih zavezniških sil v Norfolku. Poveljstvo je bilo od ustanovitve v Fontainebleauju v Franciji in preselitve v Brunssum leta 1967 znano kot Poveljstvo zavezniških sil v Srednji Evropi (HQ AFCENT). Ime je bilo spremenjeno v Regionalni štab zavezniških sil za Severno Evropo (RHQ AFNORTH), ko je prestrukturiranje leta 2000 vodilo do zaprtja HQ AFNORTH v Kolsåsu na Norveškem . Trenutni naziv je bil sprejet leta 2004, da bi strukturi vojaškega poveljstva dodali prožnost z odstranitvijo regionalnih omejitev. Glavno oporišče, Hendrik Camp, je bilo zgrajeno na nekdanjem rudniku premoga, imenovanem Hendrik Mine. 
V Brunssumu se nahaja tudi Mednarodna šola AFNORTH, ki se nahaja tik pred kampom Hendrik. Mednarodna šola AFNORTH je šola K-12, ki v glavnem nudi storitve ameriškim, britanskim, kanadskim in nemškim vzdrževancem  vojaškega osebja, dodeljenega JFC Brunssum, bazi ameriške vojske v Brunssumu in letalski bazi Nata v Geilenkirchnu v Nemčiji; kot tudi nekdanje letalske baze Soesterberg na Nizozemskem.

## Narava
Brunssummerheide je naravna pokrajina s številnimi pohodniškimi in tekaškimi potmi. Prepolovi ga potok, imenovan Roode Beek (Rdeči potok). Brunssumerheide je zaščiten naravni rezervat.

## Ljudje iz Brunssuma
- Eugène Gerards (1940–2018) nizozemsko-grški nogometaš, trener in skavt
- Jan Dietz (rojen 1945), nizozemski raziskovalec informacijskih sistemov in akademik
- Toni Willé (rojen 1953) nizozemski country pop izvajalec, nekdanji član skupine Pussycat
- Pussycat nizozemska country in pop skupina (ustanovljena leta 1973) sester Kowalczyk ( Toni, Betty, Marianne )

## Galerija slik
- Brunssum, Cerkev sv. Klemensa
- Brunssum, Groeneweg
- Brunssum, Akerstraat
- Brunssum, Limburg - panorama